# 8-й гвардійський танковий корпус (СРСР)
8-й гвардійський танковий Червонопрапорний, ордена Суворова корпус — оперативно-тактичне військове об'єднання в складі ЗС СРСР періоду Другої Світової війни.

## Історія
8-й гвардійський танковий корпус створений шляхом перетворення з 2-го танкового корпусу згідно з наказом НКО СРСР № 284 від 19 вересня 1943 року.
Наказом НКО СРСР № 0013 від 10.06.1945 корпус переформований у 8-у гвардійську танкову дивізію.

## Командування
Командир корпусу — генерал-майор танкових військ, з 21.08.1943 генерал-лейтенант танкових військ Попов Олексій Федорович.
Начальник штаба корпусу  — генерал-майор Кошелєв Василь Васильович.
Заступник командира корпусу по стройовій частині — генерал-майор танкових військ Веденєєв Микола Денисович (з 19.09.1943 по 22.08.1944).

## Склад корпусу
- 58-а гвардійська танкова Празька Червонопрапорна ордена Суворова бригада;
- 59-а гвардійська танкова Люблинська двічі Червонопрапорна, орденів Суворова і Кутузова бригада;
- 60-а гвардійська танкова двічі Червонопрапорна, орденів Суворова і Богдана Хмельницького бригада;
- 28-а гвардійська мотострілецька Празька Червонопрапорна, орденів Суворова і Кутузова бригада;
- 62-й окремий гвардійський важкий танковий Люблинський двічі Червонопрапорний, ордена Олександра Невського полк (з 01.06.1944);
- 301-й гвардійський самохідно-артилерійський Варшавський Червонопрапорний, ордена Олександра Невського полк (з 01.01.1944);
- 1817-й самохідно-артилерійський Черкаський Червонопрапорний, орденів Суворова і Олександра Невського полк (з 01.02.1944);
- 269-й гвардійський мінометний полк;
- 300-й гвардійський зенітно-артилерійський полк;
- Корпусні частини:
  - 6-й гвардійський мотоциклетний батальйон;
  - 307-й гвардійський мінометний дивізіон;
  - 148-й окремий гвардійський батальйон зв'язку;
  - 125-й окремий гвардійський саперний батальйон;
  - 55-а окрема рота хімічного захисту;
  - 2-а окрема автотранспортна рота підвозу ПММ;
  - 73-а рухома танкоремонтна база;
  - 100-а рухома авторемонтна база;
  - Окрема авіаланка зв'язку;
  - 51-й польовий автохлібозавод;
  - 1929-а польова каса Держбанку (з 01.06.1944);
  - 2099-а військово-поштова станція.

## Участь в бойових діях
- з 19 вересня 1943 року по 28 листопада 1943 року;
- з 10 травня 1944 року по 09 травня 1945 року.

### Нагороди і почесні найменування
- Орден Червоного Прапора
- Орден Суворова II ступеня

## Герої корпусу
1. Афанасьєв Олексій Миколайович — гвардії молодший лейтенант, командир танка 58-ї гвардійської танкової бригади (Указ Президії ВР СРСР від 22.08.1944);
2. Козловський Микола Кузьмич — гвардії лейтенант, командир танкової роти 59-ї гвардійської танкової бригади (Указ Президії ВР СРСР від 03.06.1944, посмертно);
3. Максимов Георгій Іванович — гвардії майор, командир мотострілецького батальйону 59-ї гвардійської танкової бригади (Указ Президії ВР СРСР від 03.06.1944);
4. Потапов Василь Абрамович — гвардії старший лейтенант, командир танкового батальйону 59-ї гвардійської танкової бригади (Указ Президії ВР СРСР від 03.06.1944);
5. Суворов Сергій Миколайович — гвардії старший лейтенант, командир винищувально-протитанкової батареї 59-ї гвардійської танкової бригади (Указ Президії ВР СРСР від 03.06.1944);
6. Тюрін Василь Федорович — гвардії рядовий, автоматник мотострілецького батальйону 59-ї гвардійської танкової бригади (Указ Президії ВР СРСР від 03.06.1944, посмертно);
7. Федченко Іван Семенович — гвардії старшина, командир гармати танка 59-ї гвардійської танкової бригади (Указ Президії ВР СРСР від 03.06.1944);